# Petr Kelemen
Petr Kelemen (18 novembre 2000) è un ciclista su strada e pistard ceco che corre per il Tudor Pro Cycling Team.

## Palmarès

### Strada
- 2018 (Juniores)

Campionati cechi, Prova in linea Junior
- 2022 (Tudor Pro Cycling Team, una vittoria)

Campionati cechi, Prova in linea Under-23

#### Altri successi
- 2018 (Juniores)

Classifica a punti Tour du Pays de Vaud

### Pista
- 2017

Campionati cechi, Omnium Junior
- 2019

Campionati cechi, Scratch
Campionati cechi, Inseguimento a squadre (con Nicolas Pietrula, Jan Kraus e Matyáš Janoš)
Campionati cechi, Omnium

## Piazzamenti

### Classiche monumento
- Milano-Sanremo

2024: 140º
- Giro delle Fiandre

2024: ritirato
- Parigi-Roubaix

2025: 58º

### Competizioni mondiali
- Campionati del mondo su strada

Innsbruck 2018 - Cronometro Junior: 34º
Innsbruck 2018 - In linea Junior: 73º
Yorkshire 2019 - Staffetta mista: 11º
Yorkshire 2019 - In linea Under-23: 101º
Fiandre 2021 - In linea Under-23: 12º
Wollongong 2022 - In linea Under-23: 47º
Glasgow 2023 - In linea Elite: 24°

### Competizioni europee
- Campionati europei su strada

Brno 2018 - Cronometro Junior: 19º
Zlín 2018 - In linea Junior: ritirato
Alkmaar 2019 - In linea Under-23: 27º
Plouay 2020 - Cronometro Under-23: 26º
Plouay 2020 - In linea Under-23: 28º
Trento 2021 - In linea Under-23: 28º
Anadia 2022 - In linea Under-23: 26º
Drenthe 2023 - In linea Elite: non partito
- Campionati europei su pista

Gand 2019 - Americana Under-23: 10°
Gand 2019 - Omnium Under-23: 10°
Gand 2019 - Corsa a eliminazione Under-23: 5°
Fiorenzuola d'Arda 2020 - Americana Under-23: 4°
Fiorenzuola d'Arda 2020 - Corsa a eliminazione Under-23: 6°